# Guglielmo Batt
Guglielmo Batt (Collingbourne, 10 giugno 1744 – Genova, 9 febbraio 1812) è stato un nobile inglese.

## Biografia
È un nobile inglese, nato nella contea del Wiltshire, intraprese i suoi studi presso l'Università di Oxford e conseguì il dottorato presso l'Università di Montpellier nel 1770. Dopo aver stabilito la sua residenza a Genova intorno al 1774, ottenne il riconoscimento dei suoi titoli medici da parte del Serenissimo Senato. Questa decisione scatenò immediatamente delle controversie tra i membri del Collegio dei Dottori di Filosofia e Medicina, che mostrarono una crescente ostilità nei confronti del dottore inglese. Tale ostilità si intensificò ulteriormente quando il dottor in questione riuscì a guadagnarsi la simpatia di alcune famiglie patrizie genovesi. 
Durante il suo soggiorno a Genova, Batt fu al centro di numerose controversie di natura scientifica e professionale, alcune delle quali egli stesso sostenne o addirittura provocò. Nonostante il fatto che, fino al 16 maggio 1779, il Batt mantenesse un legame con la teoria del flogisto e fosse in parte ignaro dei considerevoli progressi compiuti da Antoine Lavoisier in campo chimico, gli venne assegnata la cattedra di Chimica. Il 7 dicembre 1783, ottenne il titolo di Socio dell'Accademia delle Scienze di Torino. Nel 1785, pubblicò una Farmacopea, benché permangano dubbi significativi sulla sua effettiva esistenza. La fonte storica Giovanni Maria Molfino, nel 1868, segnalò: “Del Batt abbiamo la Farmacopea che pubblicava il suo dimostratore nel 1784”. Secondo il Molfino, l'unico testo di Farmacopea effettivamente pubblicato è quindi quello di Mojon datato 1784, e la presunta Farmacopea attribuita al Batt nel 1785 sarebbe sostanzialmente la stessa opera.
Nel 1787 al Batt venne assegnato anche l'insegnamento della Botanica e allo scopo gli venne affidato un piccolo orto, il primo creato a Genova. L'incarico durò poco in quanto il 29 gennaio del 1788 le sue dimissioni vennero accettate dall'autorità accademica e libero da impegni accademici si dedicò esclusivamente, alla professione medica.
Nel 1794 si schierò apertamente dalla parte dei giacobini, secondo quanto riporta il Moniteur del 18 primaio anno III : “ … et le medicin Batt son aussi sortis de prison et ont obtenue la permission de travailler a lèur defense” gli procurarono grandi dispiaceri.
Nel 1799 venne coinvolto in un'altra polemica, quella sull'uso del mercurio dolce o calomelano, che lui intendeva propinare ad un paziente, mentre il Prof. Nicolò Olivari aveva definito “un medicamento funesto e micidiale”.
Durante il tragico 1800 oltre al blocco di Genova si verificò un'altra grande calamità il tifo petecchiale e con coraggio il Batt si prodigò sia come medico che come filantropo. Terminato il triste periodo, assieme ad Onofrio Scassi si dichiarò favorevole alla vaccinazione antivaiolosa, sostenendo feroci polemiche contro gli avversari. Nel 1804 sempre in urto con i colleghi sosteneva che un'epidemia di tosse, non fosse contagiosa. I suoi detrattori giunsero a calunniarlo pubblicamente di imperizia professionale e di illeciti guadagni, si difese dall'accusa con ardore sino a quando nel 1809 venne nominato Professore Onorario e si ritirò a vita privata. Allora gli vennero riconosciuti gli onori ed i meriti che indubbiamente aveva acquisito. Morì dopo breve malattia, a Genova, il 9 febbraio 1812.

## Opere di William Batt
- Il lunario botanico. Gravier, 1778-1790.
- Pharmacopea, seu formulae electae medicamentorum ad norman medicinae hodiernae aptatorum. Repetto, Genova, 1785. Questa opera è introvabile, addirittura sorge il dubbio che sia mai stata edita. Il Doldi (1990) cita l'esistenza di due copie presso Librerie straniere, ma non ne ha preso visione.
- Conto reso della compilazione d' una nuova Farmacopea per uso dell'Ospedale di Pammatone in Genova nell'anno 1807. Giovanni Grossi, Genova, 1808.
- Storia dell'epidemia che fece strage in Genova nel 1800 epoca del blocco. Gio. Rossi, Genova, 1809.